# Morne Champagne
Le morne Champagne est un sommet d'origine volcanique situé sur la commune des Anses-d'Arlet en Martinique.

## Géologie
Le morne Champagne était en activité au Pléistocène inférieur, il y a 1,07 million d'années, avec deux phases éruptives : une première phase avec des coulées d'andésite en direction de la mer, puis une bouche éruptive à l'ouest, avec un cratère de type strombolien, des émissions des scories noires, puis une coulée de basalte.

## Activités

### Randonnée
Le chemin de randonnée reliant Les Anses-d'Arlet à Grande Anse longe le morne.

### Escalade
En suivant le chemin de randonnée sur 900 mètres, puis en partant sur un chemin au niveau d'un déboisement, il est possible après un rappel d'une dizaine de mètres d'accéder à un site de basaltes avec des cotation jusqu'au 7b ; il est aussi possible de grimper au-dessus de l'eau.

### Protection environnementale
Le site, pour sa géologie volcanique et sa flore, fait partie des aires volcaniques et forestières de la Martinique, proposées depuis 2014 au classement du patrimoine mondial.